# Lethal Weapon 4
Lethal Weapon 4 (bra: Máquina Mortífera 4; prt: Arma Mortífera 4) é um filme estadunidense de 1998, do gênero ação e policial, dirigido por Richard Donner.

## Sinopse
A polícia de Los Angeles investiga uma quadrilha que promove a entrada ilegal de chineses nos Estados Unidos, os quais são vendidos como escravos. Por trás desta operação está "tio Benny", o chefão de uma grande quadrilha em Chinatown.

## Elenco
- Mel Gibson .... Martin Riggs
- Danny Glover .... Roger Murtaugh
- Joe Pesci .... Leo Getz
- Rene Russo .... Lorna Cole
- Chris Rock .... Lee Butters
- Jet Li .... Wah Sing Fu
- Steve Kahan .... capitão Ed Murphy
- Kim Chan .... tio Benny
- Darlene Love .... Trish Murtaugh
- Traci Wolfe .... Rianne Murtaugh
- Eddy Ko .... Hong
- Calvin Jung .... detetive Ng
- Damon Hines .... Nick Murtaugh
- Ebonie Smith .... Carrie Murtaugh
- Mary Ellen Trainor .... dra. Stephanie Woods
- Steven Lam .... Ping

## Recepção
O Metacritic, que usa uma média ponderada, atribuiu ao filme uma pontuação de 37 em 100, baseado em 21 críticos, indicando críticas "geralmente desfavoráveis".

## Prêmios e indicações
American Comedy Awards 1999 (EUA)
- Indicado na categoria de Ator Coadjuvante Mais Engraçado em Filme (Chris Rock).

MTV Movie Awards 1999 (EUA)
- Indicado nas categorias de Melhor Seqüência de Ação (Mel Gibson e Danny Glover), Melhor Progresso em Atuação Masculina (Chris Rock), Melhor Atuação em Comédia (Chris Rock) e Melhor Vilão (Jet Li).

Blockbuster Entertainment Awards 1999 (EUA)
- Venceu nas categorias de Ator Coadjuvante Favorito - Ação / Aventura (Chris Rock) e Atriz Coadjuvante Favorita - Ação / Aventura (Rene Russo).
- Indicado nas categorias de Dupla Favorita - Ação / Aventura (Mel Gibson e Danny Glover) e Ator Coadjuvante Favorito - Ação / Aventura (Joe Pesci).

Framboesa de Ouro 1999 (EUA)
- Recebeu uma indicação na categoria de Pior Ator Coadjuvante (Joe Pesci).